# Hluboš
Hluboš település Csehországban, a Příbrami járásban. Hluboš Pičín, Trhové Dušníky, Bratkovice és Čenkov településekkel határos. Lakosainak száma 673 fő (2024. január 1.).

## Népesség
A település lakosságának változását az alábbi diagram mutatja:
| Lakosok száma | 1082 | 851  | 926  | 726  | 561  | 512  | 604  | 622  | 636  | 673  |
|               | 1869 | 1890 | 1921 | 1950 | 1980 | 2001 | 2017 | 2019 | 2022 | 2024 |